# Fiskebäcks församling
Fiskebäcks församling var en församling  i Skara stift i nuvarande Habo kommun. Församlingen uppgick 1780 i Habo församling.
Kyrkan, Fiskebäcks kapell i Fiskebäck, flyttades 1780 till Gustav Adolfs socken

## Administrativ historik
Församlingen har medeltida ursprung och uppgick 1780 i Habo församling, efter att före dess ha ingått i Habo pastorat.